# Côtes d'Armor Nature Environnement
Côtes d’Armor Nature Environnement, fédération départementale des associations de défense de l’environnement des Côtes d’Armor, est une association loi de 1901, créée en 1976, affiliée à France Nature Environnement. Indépendante de tout mouvement politique, elle est agréée pour la protection de l'environnement par le Ministère de l'Environnement depuis 1976 au niveau départemental. Elle regroupe plus d'une quarantaine d'associations sur plusieurs thématiques : eau, déchets, air, santé, énergie, sites/sol.

## Historique
Côtes d’Armor Nature Environnement est créée en 1976.
En 2015, la FAPEN co-organise l'évènement climat associatif Grand Ouest en vue de la COP 21 en septembre 2015 à Rennes, qui a réuni plusieurs milliers de citoyens.
La fédération s'implique dans le débat public sur les projets de Liaisons nouvelles Ouest Bretagne-Pays de la Loire (LNOBPL), dans le Pacte d'avenir pour la Bretagne et dans le projet d'extraction de sable en Baie de Lannion.

## Actions

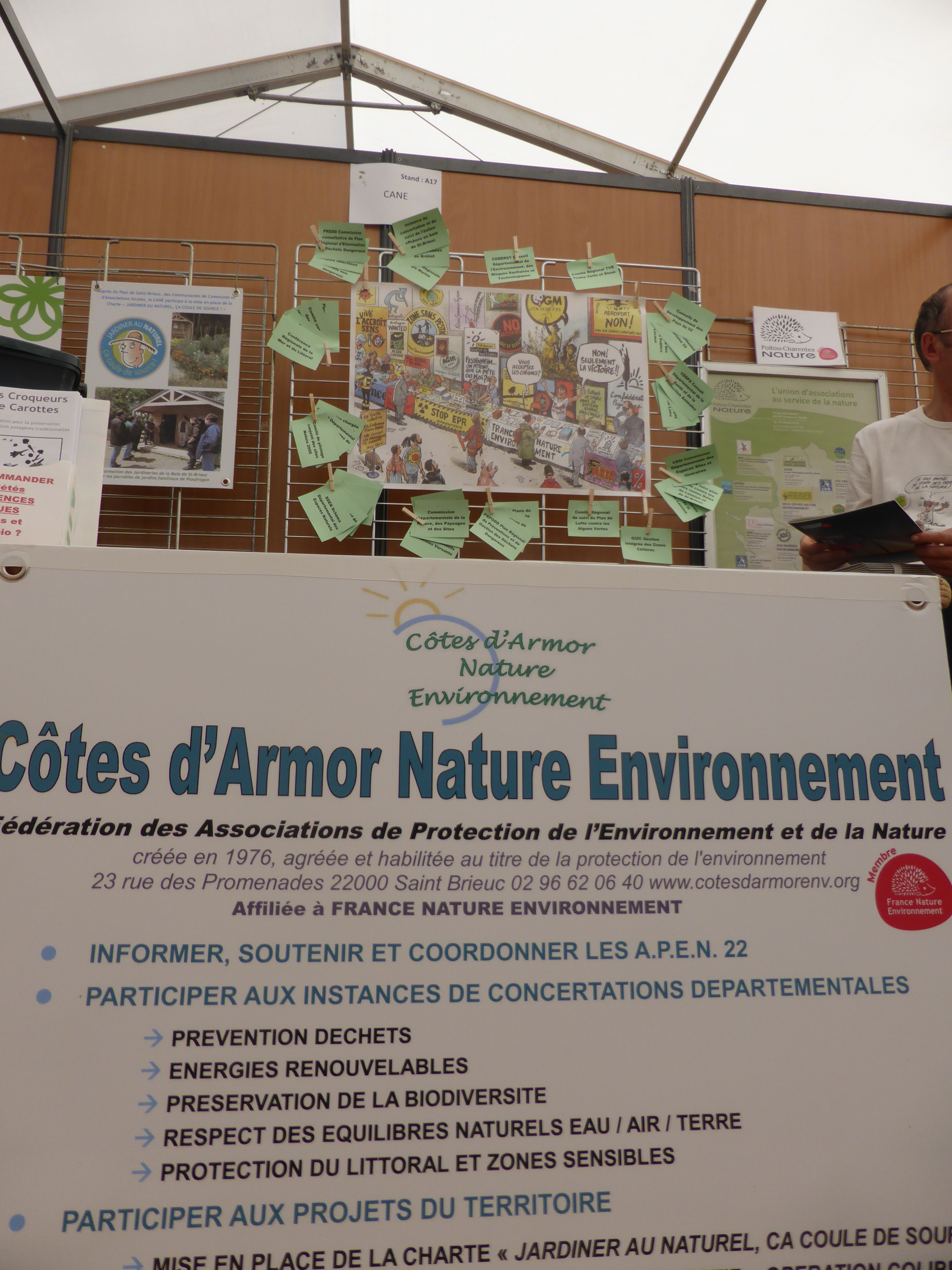
Stand CANE à l'évènement climat COP21.

Côtes d'Armor Nature Environnement représente ses associations locales et est un relais pour sa fédération nationale, France Nature Environnement, et une veille territoriale en défense de l’environnement sur le département.
Côtes d'Armor Nature Environnement siège en tant que représentant des usagers au sein des commissions préfectorales, départementales (comme le CODERST), et des collectivités, est porteur de projets et d’études et maître d’œuvre pour des recours juridique en lien avec les associations locales.